# Johann Leopold, Prinț de Saxa-Coburg și Gotha
Johann Leopold, Prinț Ereditar de Saxa-Coburg și Gotha (Johann Leopold William Albert Ferdinand Victor; 2 august 1906 – 4 mai 1972) a fost fiul cel mare al lui Charles Edward, Duce de Saxa-Coburg și Gotha și a soției sale, Prințesa Victoria Adelaide de Schleswig-Holstein. De la naștere până la abdicarea tatălui său a fost cunoscut drept Prințul Ereditar Johann Leopold.

## Familie
Bunicii paterni au fost Leopold, Duce de Albany (al patrulea fiu al reginei Victoria a Regatului Unit și a Prințului Albert) și soția sa, Prințesa Helena de Waldeck și Pyrmont.
Johann Leopold a avut patru frați mai mici: Sibylla, Hubertus, Carolina Matilda și Friedrich Josias.
A fost moștenitor al ducatului de Saxa-Coburg și Gotha de la naștere până la abdicarea tatălui său la 18 noiembrie 1918. Abdicarea a fost rezultatul revoluției germane din 1918-1919.

## Căsătorie
La Dresda la 9 martie 1932, Johann s-a căsătorit morganatic cu Feodora Freiherrin von der Horst, Prințul pierzând-și drepturile de succesiune. Cuplul a avut trei copii și cei doi au divorțat la 27 februarie 1962 după aproape 30 de ani de căsătorie.
La Bad Reichenhall, la 3 mai 1963, Johann s-a recăsătorit (din nou morganatic) cu Maria Theresia Reindl. Nu au avut copii.